# Nesophontes hemicingulus
Nesophontes hemicingulus (лат.) — вымершее млекопитающее из рода незофонтов отряда насекомоядных, эндемик Каймановых островов (Большой Кайман и Кайман-Брак). Единственный представитель своего рода, известный за пределами Больших Антильских островов.
Обитал в горных лесах и кустарниковых зарослях островов и питался насекомыми. Субфоссильные остатки N. hemicingulus были обнаружены в пещерах, карстовых воронках и торфяных отложениях между 1930 и 1990 годами. На некоторых костях найдены следы укусов крокодилов.
Вид был научно описан в 2019 году. Видовое название происходит от лат. hemi- («полу-») и cingulus («пояс»), отсылая к отсутствию прецингулюма (гребня) на всех верхних молярах.

## Вымирание
Считается, что европейцы никогда не встречали это млекопитающее в живую. Однако находки его костей вместе с артефактами коренного населения и костями завезённых крыс указывают на то, что он дожил до колониальной эпохи, возможно, до XVI века. Его исчезновение связывают с появлением на островах крыс (первые из которых могли прибыть 10 мая 1503 года, когда у берегов Каймановых островов бросил якорь корабль Христофора Колумба), а также с разрушением лесных местообитаний. Тем не менее, отдельные особи могли сохраняться вплоть до 1774 года.
На основе анализа уже опубликованных и новых радиометрических датировок (из которых опубликованные ранее датировке в основном указывают на дату вымирания до 1600 года для всего рода незофонтов) в 2019 году была рассчитана возможная дата исчезновения N. hemicingulus — около 1700 года (с 95 % доверительным интервалом между 1632 и 1774 годами).